# Julio César Martínez
Julio César Martínez Aguilar est un boxeur mexicain né le 7 janvier 1995 à Mexico.

## Carrière
Passé professionnel en 2015, il remporte le titre vacant de champion du monde des poids mouches WBC le 20 décembre 2019 en battant par arrêt de l’arbitre au 9e round Cristofer Rosales. Martínez conserve son titre le 29 février 2020 en dominant aux points Jay Harris et le 23 octobre suivant par arrêt de l'arbitre au 2e round contre Moises Calleros. Il continue sa série de victoires en battant le 26 juin 2021 Joel Cordova par arrêt de l'arbitre au 6e round.
Le 5 mars 2022, Martínez affronte Román González en super-mouches et s'incline aux points. Le 3 décembre suivant, il conserve sa ceinture WBC en dominant aux points Samuel Carmona ainsi que le 6 mai 2023 après sa victoire par arrêt de l'arbitre au 11e round contre Ronal Batista. Le 23 mai suivant, le résultat est transformé en sans décision après un test antidopage positif. Il est suspendu 9 mois et sa ceinture est déclarée vacante.